# Isòtops de l'estronci
L'estronci (Sr) és un metall alcalinoterri. Té quatre isòtops estables: 
el 84Sr (0,56%), el 86Sr (9,86%), el 87Sr (7,0%) i el 88Sr (82,58%). Té una massa atòmica estàndard de 87.62(1) u.
Només el 87Sr és radiogènic; Es produeix per desintegració del metall alcalí radioactiu 87Rb, que té un període de semidesintegració de4.88 × 10¹⁰ anys. Així, hi ha dues fonts de 87Sr en tot material: que s'ha format durant la nucleosíntesi primordial juntament amb el 84Sr, el 86Sr i el 88Sr, així com el format per desintegració radioactiva del 87Rb. La ràtio de 87Sr/86Sr és un paràmetre típicament observats en investigacions geològiques; les ràtios en minerals i roques tenen valors que varien de 0.7 fins a més de 4.0. Com l'estronci té un configuració electrònica similar a la del calci, es substitueix fàcilment per Ca en els minerals.
Es coneixen setze isòtops inestables. Són de gran importància l'estronci-89 (89Sr) amb un període de semidesintegració de 50.57 dies, i l'estronci-90 (90Sr) amb un període de semidesintegració de 28.78 anys. Es desintegren emetent un electró i un antineutrí ({\displaystyle {\bar {\nu }}_{e}}) per emissió beta (β− decay) per convertir-se en itri:
{\displaystyle \mathrm {{}_{38}^{89}Sr} \rightarrow \mathrm {{}_{39}^{89}Y} +e^{-}+{\bar {\nu }}_{e}}
{\displaystyle \mathrm {{}_{38}^{90}Sr} \rightarrow \mathrm {{}_{39}^{90}Y} +e^{-}+{\bar {\nu }}_{e}}
El 89Sr és un radioisòtop artificial que s'usa en el tractament del càncer d'osos, quan els pacients han patit metàstasis àmplies i doloroses, l'administració de 89Sr llibera partícules beta directament sobre l'àrea amb problemes, on el volum de calci és més gran.
El 90Sr és un producte de fissió nuclear que es troba en la pluja radioactiva i presenta problemes per a la salut, ja que substitueix el calci en els ossos, evitant l'expulsió del cos. Ja que es tracta d'un gran emissor beta d'alta energia i llarga vida, s'usa en aparells de sistemes d'energia nuclear auxiliar. L'accident nuclear de Txernòbil contaminà una gran àrea amb 90Sr.

## Taula
| Símbol del núclid | Z(p)                | N(n)                | massa isotòpica(u)  | període de semidesintegració | Espín nuclear | composició isotòpics representativa (fracció molar) | rang de variació natural (fracció molar) |
| Símbol del núclid | energia d'excitació | energia d'excitació | energia d'excitació | període de semidesintegració | Espín nuclear | composició isotòpics representativa (fracció molar) | rang de variació natural (fracció molar) |
| ----------------- | ------------------- | ------------------- | ------------------- | ---------------------------- | ------------- | --------------------------------------------------- | ---------------------------------------- |
| 73Sr              | 38                  | 35                  | 72.96597(64)#       | >25 ms                       | 1/2-#         |                                                     |                                          |
| 74Sr              | 38                  | 36                  | 73.95631(54)#       | 50# ms [>1.5 µs]             | 0+            |                                                     |                                          |
| 75Sr              | 38                  | 37                  | 74.94995(24)        | 88(3) ms                     | (3/2-)        |                                                     |                                          |
| 76Sr              | 38                  | 38                  | 75.94177(4)         | 7.89(7) s                    | 0+            |                                                     |                                          |
| 77Sr              | 38                  | 39                  | 76.937945(10)       | 9.0(2) s                     | 5/2+          |                                                     |                                          |
| 78Sr              | 38                  | 40                  | 77.932180(8)        | 159(8) s                     | 0+            |                                                     |                                          |
| 79Sr              | 38                  | 41                  | 78.929708(9)        | 2.25(10) min                 | 3/2(-)        |                                                     |                                          |
| 80Sr              | 38                  | 42                  | 79.924521(7)        | 106.3(15) min                | 0+            |                                                     |                                          |
| 81Sr              | 38                  | 43                  | 80.923212(7)        | 22.3(4) min                  | 1/2-          |                                                     |                                          |
| 82Sr              | 38                  | 44                  | 81.918402(6)        | 25.36(3) d                   | 0+            |                                                     |                                          |
| 83Sr              | 38                  | 45                  | 82.917557(11)       | 32.41(3) h                   | 7/2+          |                                                     |                                          |
| 83mSr             | 259.15(9) keV       | 259.15(9) keV       | 259.15(9) keV       | 4.95(12) s                   | 1/2-          |                                                     |                                          |
| 84Sr              | 38                  | 46                  | 83.913425(3)        | ESTABLE                      | 0+            | 0.0056(1)                                           | 0.0055-0.0058                            |
| 85Sr              | 38                  | 47                  | 84.912933(3)        | 64.853(8) d                  | 9/2+          |                                                     |                                          |
| 85mSr             | 238.66(6) keV       | 238.66(6) keV       | 238.66(6) keV       | 67.63(4) min                 | 1/2-          |                                                     |                                          |
| 86Sr              | 38                  | 48                  | 85.9092602(12)      | ESTABLE                      | 0+            | 0.0986(1)                                           | 0.0975-0.0999                            |
| 86mSr             | 2955.68(21) keV     | 2955.68(21) keV     | 2955.68(21) keV     | 455(7) ns                    | 8+            |                                                     |                                          |
| 87Sr              | 38                  | 49                  | 86.9088771(12)      | ESTABLE                      | 9/2+          | 0.0700(1)                                           | 0.0694-0.0714                            |
| 87mSr             | 388.533(3) keV      | 388.533(3) keV      | 388.533(3) keV      | 2.815(12) h                  | 1/2-          |                                                     |                                          |
| 88Sr              | 38                  | 50                  | 87.9056121(12)      | ESTABLE                      | 0+            | 0.8258(1)                                           | 0.8229-0.8275                            |
| 89Sr              | 38                  | 51                  | 88.9074507(12)      | 50.57(3) d                   | 5/2+          |                                                     |                                          |
| 90Sr              | 38                  | 52                  | 89.907738(3)        | 28.90(3) a                   | 0+            |                                                     |                                          |
| 91Sr              | 38                  | 53                  | 90.910203(5)        | 9.63(5) h                    | 5/2+          |                                                     |                                          |
| 92Sr              | 38                  | 54                  | 91.911038(4)        | 2.66(4) h                    | 0+            |                                                     |                                          |
| 93Sr              | 38                  | 55                  | 92.914026(8)        | 7.423(24) min                | 5/2+          |                                                     |                                          |
| 94Sr              | 38                  | 56                  | 93.915361(8)        | 75.3(2) s                    | 0+            |                                                     |                                          |
| 95Sr              | 38                  | 57                  | 94.919359(8)        | 23.90(14) s                  | 1/2+          |                                                     |                                          |
| 96Sr              | 38                  | 58                  | 95.921697(29)       | 1.07(1) s                    | 0+            |                                                     |                                          |
| 97Sr              | 38                  | 59                  | 96.926153(21)       | 429(5) ms                    | 1/2+          |                                                     |                                          |
| 97m1Sr            | 308.13(11) keV      | 308.13(11) keV      | 308.13(11) keV      | 170(10) ns                   | (7/2)+        |                                                     |                                          |
| 97m2Sr            | 830.8(2) keV        | 830.8(2) keV        | 830.8(2) keV        | 255(10) ns                   | (11/2-)#      |                                                     |                                          |
| 98Sr              | 38                  | 60                  | 97.928453(28)       | 0.653(2) s                   | 0+            |                                                     |                                          |
| 99Sr              | 38                  | 61                  | 98.93324(9)         | 0.269(1) s                   | 3/2+          |                                                     |                                          |
| 100Sr             | 38                  | 62                  | 99.93535(14)        | 202(3) ms                    | 0+            |                                                     |                                          |
| 101Sr             | 38                  | 63                  | 100.94052(13)       | 118(3) ms                    | (5/2-)        |                                                     |                                          |
| 102Sr             | 38                  | 64                  | 101.94302(12)       | 69(6) ms                     | 0+            |                                                     |                                          |
| 103Sr             | 38                  | 65                  | 102.94895(54)#      | 50# ms [>300 ns]             |               |                                                     |                                          |
| 104Sr             | 38                  | 66                  | 103.95233(75)#      | 30# ms [>300 ns]             | 0+            |                                                     |                                          |
| 105Sr             | 38                  | 67                  | 104.95858(75)#      | 20# ms [>300 ns]             |               |                                                     |                                          |